# 鷲見昂大
鷲見 昂大（すみ たかひろ、2月15日 - ）は、日本の男性声優。岐阜県出身。賢プロダクション所属。

## 略歴
2015年、アミューズメントメディア総合学院声優学科卒業。スクールデュオ17期生。

## 人物
特技はベンチプレス、トレーニング指導、折り紙。滝行、読経、筋トレ、爬虫類。好きな食べ物は肉料理、カレー、寿司、甘いもの。やってみたいことは日本全国滝巡り。
業界随一の筋肉声優を目指して日々鍛錬中であり、ベンチプレスは170kg、デッドリフトは250kgを記録している。

## 出演

### テレビアニメ
2017年
- バチカン奇跡調査官（ヤコブ神父）

2018年
- アイカツスターズ!（ディレクター）
- 一人之下 羅天大醮篇 / 全性篇（異人A、張楚嵐の対戦相手A、バロン）
- 新幹線変形ロボ シンカリオン（工事作業員、夫）
- HUGっと!プリキュア（審査員）
- アンゴルモア 元寇合戦記（手下）
- 進撃の巨人（2018年 - 2021年、ローデリヒ、隊員、憲兵、隊長、近衛兵長 他） - 2シリーズ
- 僕のヒーローアカデミア（2018年 - 2024年、おじさんフック、教師、医師、医者） - 4シリーズ
- BANANA FISH（コング）
- パズドラ（リーダー）
- ソードアート・オンライン アリシゼーション（2018年 - 2020年、中西一等海尉） - 3シリーズ
- RELEASE THE SPYCE（護衛A）
- 青春ブタ野郎はバニーガール先輩の夢を見ない（監督）

2019年
- からくりサーカス（増村医師）
- B-PROJECT〜絶頂*エモーション〜（真山、スポンサー）
- レイトン ミステリー探偵社 〜カトリーのナゾトキファイル〜（スタッフ）
- ピアノの森（アントニ・コルト）
- 川柳少女（交流会のおじさんB）
- ヴィンランド・サガ（アシェラッド傭兵団員）
- ダンベル何キロ持てる?（ボディビルダー）
- 警視庁 特務部 特殊凶悪犯対策室 第七課 -トクナナ-（後藤）
- ルパン三世 プリズン・オブ・ザ・パスト（テロリストA）
- 超人高校生たちは異世界でも余裕で生き抜くようです!（ライゼナッハ）

2020年
- ちはやふる3（係員）
- トミカ絆合体 アースグランナー（2020年 - 2021年、熊猫イクゾウ）
- 啄木鳥探偵處（男性客）
- 継つぐもも（六角）
- シャドウバース（外国人プレイヤー）
- もっと!まじめにふまじめ かいけつゾロリ（門番2）
- 呪術廻戦（井口先輩）
- まえせつ!（お客）

2021年
- はたらく細胞BLACK（赤血球）
- すばらしきこのせかい The Animation（汎用死神B）
- ピーチボーイリバーサイド（低級鬼、騎士、審判、バルサス）
- 世界最高の暗殺者、異世界貴族に転生する（指令）
- サクガン（ウォルシュ団 部下B）

2022年
- トライブナイン（ジャッジロボ、赤門トオル、アダチメンバー、般若面）
- ルパン三世 PART6（住人A、チンピラB）
- 幻想三國誌 -天元霊心記-（衛兵1）
- ありふれた職業で世界最強 2nd season（魔人族）
- 平家物語（兵10）
- 盾の勇者の成り上がり（霊亀国司令官、レイブル国減退牢獄の兵士A）
- 組長娘と世話係
- 転生賢者の異世界ライフ 〜第二の職業を得て、世界最強になりました〜（トニ）
- 永久少年 Eternal Boys（音響さん、店長）
- 不滅のあなたへ（医師）

2023年
- とんでもスキルで異世界放浪メシ（冒険者）
- ノケモノたちの夜（川の悪魔）
- 地獄楽（奉行与力、役人、木人たちの声、道士、道士B）
- くまクマ熊ベアーぱーんち!（カボス、ガザル、バカグリーン）
- おしりたんてい（ウマ沢）
- 勇者が死んだ!（トウカ・スコット、悪魔）
- ゾン100〜ゾンビになるまでにしたい100のこと〜（トレーラーゾンビ）
- BLEACH 千年血戦篇-訣別譚-（死神）
- 七つの大罪 黙示録の四騎士（住人）
- 聖女の魔力は万能です（鉱夫）

2024年
- 烏は主を選ばない（門番、下男）
- BEYBLADE X（観客）
- 魔王軍最強の魔術師は人間だった（ゴロツキ）
- 戦国妖狐 千魔混沌編（金剛）
- 鴨乃橋ロンの禁断推理（係員）
- 歴史に残る悪女になるぞ（誘拐犯）
- 最凶の支援職【話術士】である俺は世界最強クランを従える（ヴラカフ）
- らんま1/2 (2024)（スタイリスト部男子）

2025年
- アラフォー男の異世界通販（ニャルメロ）
- 戦隊レッド 異世界で冒険者になる（ギルドマスター）
- 神統記（テオゴニア）（ラグ村兵士）
- LAZARUS ラザロ（取り巻き）
- 謎解きはディナーのあとで（リスナー、岡田和久）
- mono（ナレーション、古根龍神、映画内のおっさん）
- ヴィジランテ-僕のヒーローアカデミア ILLEGALS-（バスの運転手）
- 地獄先生ぬ〜べ〜 (2025)（読経、石川先生）
- 光が死んだ夏（主演男優、ケガレ）
- 転生したら第七王子だったので、気ままに魔術を極めます（ボッシュ）
- 強くてニューサーガ（御者A）
- 公女殿下の家庭教師（国王）
- 気絶勇者と暗殺姫（大臣）

### 劇場アニメ
- 僕のヒーローアカデミア THE MOVIE 〜2人の英雄〜（2018年）
- 甲鉄城のカバネリ 海門決戦（2019年、ハガネ）
- 天気の子（2019年）[5]
- 機動戦士ガンダム 閃光のハサウェイ（2021年、レイ・ラゴイド）
- 神在月のこども（2021年、牛神[6]）
- おそ松さん〜ヒピポ族と輝く果実〜（2022年、リーダーヒピポ）
- すずめの戸締まり（2022年）
- おそ松さん〜魂のたこ焼きパーティーと伝説のお泊り会〜（2023年、タクシーの運転手）
- 劇場版 オーバーロード 聖王国編（2024年）

### Webアニメ
- 無限の住人-IMMORTAL-（2019年 - 2020年、門弟、有臼）
- 天空侵犯（2021年、水泳仮面）
- Shenmue the Animation（2022年、榎、西条、テリー、範陽、斗牛[7] 他）
- LUPIN ZERO（2022年、黒服B）
- ルパン三世VSキャッツ・アイ（2023年、ファーデン兵3）
- MONSTERS 一百三情飛龍侍極（2024年、フレアの父）

### ゲーム
2014年
- モンスターストライク（2014年 - 2025年、ハデス、チンギス・ハン、シリウス、劉備、ポルトス、ZENIGATA、ジョヤベルン108）

2017年
- スター・ウォーズ バトルフロントII
- Hidden Agenda -死刑執行まで48時間-

2018年
- 二ノ国II レヴァナントキングダム

2019年
- 三国志を抱く2
- プリンセスコネクト！Re:Dive（ファントムバロン）
- ポケモンマスターズ
- SDガンダム GGENERATION CROSSRAYS（一般兵ボイス〈荒くれ者B〉）

2020年
- 聖闘士星矢 ライジングコスモ（白鯨星座・モーゼス、ジャンゴ）
- ビルシャナ戦姫 〜源平飛花夢想〜（平教盛）

2022年
- コードギアス 反逆のルルーシュ ロストストーリーズ

2023年
- キュービックスターズ（ポルトス）

2024年
- ファイナルファンタジーVII リバース

### BLCD
- 抱かれたい男1位に脅されています。
- 百と卍
- プリンシプル
- Flaver フレイバー

### 吹き替え

#### 映画
- オッペンハイマー（バートレット議員〈テッド・キング〉[11]）
- ガーディアンズ・オブ・ギャラクシー:VOLUME 3[12]
- 希望のかなた（ニュルヒネン）
- ゴーストバスターズ/フローズン・サマー[13]
- ジャングル ギンズバーグ19日間の軌跡（ティコ）
- スター・ウォーズ/スカイウォーカーの夜明け
- スパイク・ガールズ（スカウトマン）
- DEAN/ディーン（キップ）
- トムとジェリー（ライトニング[14]）
- トランスペアレント（シャムエル）
- ふたりの女王 メアリーとエリザベス（ランドルフ）
- ブラッド・スローン（コール）
- ライリー・ノース -復讐の女神-（ディエゴ・ガルシア〈フアン・パブロ・ラバ〉）
- ラスト・エスケイプ（ティムール）
- ラスト・マン 地球最後の男（アントニオ〈マルコ・レオナルディ〉）
- ラフ・ナイト 史上最悪!?の独身さよならパーティー（フレイジャー）

#### ドラマ
- アンディ・マック（パーセル）
- カウンターパート/暗躍する分身（フリードリック）
- KILLJOYS/銀河の賞金ハンター（ジョーンジー）
- クイーン・オブ・ザ・サウス 〜女王への階段〜（オクタビオ）
- グッド・コップ（所長）
- ザ・マペッツ・メイヘム（ウィアード・アル）
- ZOO-暴走地区-（トロイ）
- トランスペアレント（シャムエル）
- 被告人（キム刑務官）
- フィアー・ザ・ウォーキング・デッド（ダグラス）
- HOMELAND（マスリン）
- マイ・ブロック（オスカー）
- またの名をグレイス（グレイスの父親）
- Major Crimes 〜重大犯罪課（レイモンド医師）

#### アニメ
- ソウルフル・ワールド（レイ・ガードナー[15]）
- ザ・シンプソンズ  (オットー・マン〈3代目〉、ダフマン〈3代目〉)
- 小さなバイキング ビッケ（ファクセ[16]）
- マーベル スパイダーマン（ジョー）
- みつばちマーヤの大冒険2 ハニー・ゲーム（ベッドフォード）

### デジタルコミック
- 美女と野獣の死亡フラグが立っている悪役に転生したけど、魔法使いと恋に落ちそうです!? （2023年、ビューティの父[17][注釈 1]）

### テレビ番組
- マツコ会議「3畳ワンルームマンションが人気！？今若者に支持されるワケとは…」（2018年10月27日、日本テレビ）[18]

### ボイスオーバー
- Car Masters
- 汚れた真実
- The Armstrong Lie
- 素顔のボヘミアン・ラプソディ
- 地球ドラマチック ロンドン自然博物館
- 本番まであと7日 7Days Out